# Ботный дом
Ботный дом — укрытие для ботика Петра I, расположенное рядом с колокольней Петропавловского собора Петропавловской крепости.

## История
По завершении Северной войны в 1721 году Пётр I решил перевезти ботик из Москвы в Петербург. В 1723 году ботик торжественно прибыл в столицу. Поначалу для него в крепости был построен навес, но с 1728 года его хранили в казематах крепости. В 1761 году ботик Петра — «дедушку русского флота», как его стали называть, решено было перенести в небольшой павильон — Ботный дом. Правительствующий Сенат постановил построить его неподалёку от колокольни Петропавловского собора, на месте амбаров и сараев Канцелярии от строений. Проектирование павильона было поручено ученику М. Г. Земцова,  архитектору Александру Висту.
И. Э. Грабарь упоминал первый проект Ботного дома, разработанный М. Г. Земцовым в 1732 году и считал его, ссылаясь на И. И. Пушкарёва, реализованным . В последующем эта версия не разрабатывалась и даже категорично отвергалась, но в самой постройке очевидны типичные для творчества М. Г. Земцова реминисценции стиля петровского барокко: характерные рамочные наличники с завитками, мелкая расстекловка окон, высокая кровля "с переломом" на голландский манер, пилястры тосканского ордера.
А. Ф. Вист представил на рассмотрение Правительствующему Сенату два варианта: классический и в формах петровского барокко. Второй вариант был утвержден Сенатом 10 [21] августа 1761 года.
Строительство началось в 1762 году и продолжалась пять лет, причем смета была превышена почти в два раза: с 3847 руб. 25 коп. до 6082 руб. 97½ коп. В июле 1767 года императрица Екатерина II приказала перенести Ботик в новый павильон «без всякой церемонии». Архитектор не рассчитал размер проёма дверей, поэтому потребовалось разбирать проём и стены дома, чтобы занести бот в помещение.
В 1928 году ботик был перевезён в Петергоф, а в 1940 году он поступил в экспозицию Центрального военно-морского музея. Во время Великой Отечественной войны, в 1941 году в павильон попала зажигательная бомба, пожар удалось потушить, пострадали только конструкции крыши.
К 300-летию Российского флота была изготовлена копия «Дедушки русского флота» в натуральную величину. Это судно участвовало в морском параде на Неве 26 июля 1996 года, а с 1997 года установлено в Ботном доме.
Первоначально на павильоне была установлена деревянная статуя Навигации, выкрашенная масляной краской. С 1891 года строение венчает терракотовая статуя скульптора Давида Йенсена. Фасад здания изначально был покрашен в серый цвет, в 1968 году его перекрасили в жёлтый.
Ныне в павильоне, помимо ботика, находятся кассы музея и сувенирный магазин.

## Галерея
- «Ботный домик» в Петропавловской крепости
- Аллегория навигации, 2008 год
- Аллегория навигации, 2016 год